# Telarc International Corporation
Telarc International Corporation est un label discographique indépendant américain, basé à Cleveland, dans l'Ohio. Il est fondé en 1977 par deux musiciens de formation classique et anciens professeurs, Jack Renner et Robert Woods. Le label est associé depuis longtemps à l'Orchestre symphonique de Cincinnati et à l'Orchestre de Cleveland, ainsi qu'à l'Orchestre symphonique d'Atlanta et à l'Orchestre symphonique de Saint-Louis. Bien qu'ayant débuté comme label de musique classique, Telarc a publié des enregistrements de jazz, de blues et de musique country.
En 1996, Telarc fusionne avec un autre label indépendant, Heads Up, aujourd'hui filiale de Telarc. Fin 2005, Telarc et Heads Up sont rachetés par Concord Records. Désormais, les deux labels fonctionnent comme des unités semi-autonomes au sein du Concord Music Group.

## Histoire
Telarc est connu pour la haute qualité de ses enregistrements, résumée dans le slogan The Telarc Sound. Son enregistrement numérique haute définition de l'ouverture 1812 de Tchaïkovski en 1979 (le premier jamais réalisé) est devenu un moyen populaire pour les gens de tester la qualité de leur équipement de lecture de disques et de leurs installations audio, car seuls les systèmes de haute qualité et correctement réglés pouvaient jouer les coups de canon numériques hifi correctement. Le disque devient finalement leur meilleure vente et les a établis en tant qu'entreprise. Ses ingénieurs du son sont très réputés dans le secteur de l'enregistrement et ont permis à Telarc de remporter plus de 50 Grammy Awards pour son propre label et deux autres qu'il distribue, Heads Up et MCG. En 2004, le magazine Gramophone lui décerne le prix du « Label de l'année ». Telarc est aussi l'un des premiers labels à enregistrer de la musique avec un convertisseur analogique-numérique (CAN) de 20 bits à la fin des années 1980 et utilise des formats de 24 bits depuis 1996.

## Réduction du personnel
En février 2009, en raison de la restructuration de Concord Music Group, Telarc annonce la suppression de vingt-six emplois et l'arrêt de la production de ses propres enregistrements. Ces suppressions d'emplois concernaient notamment l'équipe de production, très appréciée et récompensée à plusieurs reprises. Le fondateur et ancien président de Telarc, Robert Woods, démissionne en mars 2009 et est remplacé par le président de Heads Up, Dave Love. Love est licencié le mois suivant. Five/Four Productions est créée par quatre membres de l'équipe de production de Telarc : Michael Bishop et Robert Friedrich, ingénieurs récompensés par un Grammy, Thomas Moore, producteur récompensé par un Grammy, et Bill McKinney, technicien en chef,.

## Discographie sélective
- 2005 : Cheryl Bentyne - Let Me Off Uptown